# Pałac w Mieszkowicach
Pałac w Mieszkowicach – obecnie nieistniejący pałac, który znajdował się w Mieszkowicach koło Prudnika.

## Historia
Dwór w Mieszkowicach powstał w 2. połowie XIX wieku na terenie istniejącego wcześniej folwarku.
Budynek nie został zniszczony w czasie II wojny światowej, jednak po jej zakończeniu nie został zasiedlony. Opuszczony obiekt został zdewastowany i rozkradziony. Jeszcze w 1957 odbyło się w nim wesele. Miejscowa spółdzielnia rolnicza magazynowała zboże na parterze. W latach 60. XX wieku prywatny właściciel sprzedał dachówkę.
Budowla bez dachu dotrwała do lat 70. XX wieku. Gruz z rozbiórki został wykorzystany przy utwardzaniu polnych dróg. Wyburzono również spichlerz i wycięto drzewa w przyległym parku. W miejscu dawnej rezydencji wzniesiono dom.

## Architektura
Rezydencja znajdowała się w zachodniej części Mieszkowic. Była to budowla jednoskrzydłowa, dwukondygnacyjna ze stromym dachem, przypominająca obszerną willę.